# Luminescenza
La luminescenza è un fenomeno fisico che consiste nell'emissione di fotoni di luce visibile o invisibile da parte di materiali eccitati da cause diverse dall'aumento di temperatura.
La luminescenza nasce dalla proprietà di alcuni materiali di assorbire quantità discrete di energia, successivamente restituita sotto forma di fotoni di energia inferiore.

## Fenomeni
A seconda dell'agente che produce l'eccitazione che causa la luminescenza si parla di:
- Bioluminescenza
- Chemiluminescenza
- Elettroluminescenza
- Fotoluminescenza
  - Fosforescenza
  - Fluorescenza
- Radioluminescenza
- Sonoluminescenza
- Termoluminescenza
- Triboluminescenza
- Catodoluminescenza